# 芝西
芝西（しばにし）は、埼玉県川口市の町名。現行行政地名は芝西一丁目および二丁目。住居表示実施地区。郵便番号は333-0855。

## 地理
川口市の北西部に位置する。地区の北部を見沼代用水西縁や戸田用水が流れる・京浜東北線蕨駅が最寄り駅となっている。区画整理が行われ、主に住宅地が広がる。

## 歴史
かつての芝村の一部である。

### 沿革
- 1986年（昭和61年）10月1日 - 大字芝の一部から芝西一丁目及び二丁目が成立[5]（二丁目は小谷場の一部も）。

## 世帯数と人口
2018年（平成30年）3月1日現在の世帯数と人口は以下の通りである。
| 丁目       | 世帯数    | 人口    |
| ---------- | --------- | ------- |
| 芝西一丁目 | 985世帯   | 1,971人 |
| 芝西二丁目 | 844世帯   | 1,785人 |
| 計         | 1,829世帯 | 3,756人 |

## 小・中学校の学区
市立小・中学校に通う場合、学区（校区）は以下の通りとなる。
| 丁目       | 番地                                                             | 小学校                 | 中学校               |
| ---------- | ---------------------------------------------------------------- | ---------------------- | -------------------- |
| 芝西一丁目 | 1番1号〜4番99号 6番1号〜19番99号 21番1号〜27番99号 30番1号〜99号 | 川口市立芝樋ノ爪小学校 | 川口市立芝西中学校   |
| 芝西一丁目 | 28番1号〜29番99号                                                | 川口市立芝西小学校     | 川口市立芝西中学校   |
| 芝西二丁目 | 1番1号〜11番99号 13番1号〜20番99号 22番1号〜31番99号             | 川口市立芝西小学校     | 川口市立小谷場中学校 |

## 交通
地内に鉄道は敷設されていない。

### 道路
- 芝陸橋いちょう通り

## 施設
- 川口市立芝西小学校
- 川口警察署芝西交番
- いずみ幼稚園
- 川口しらぎく幼稚園
- 青木信用金庫芝支店
- 如意輪観音堂
- 芝後谷第2公園
- 芝後谷公園
- 芝塚越公園
- 芝広面公園